# 김대국
김대국(1984년 2월 11일 ~ )은 대한민국의 배우이다.

## 학력
- 배재대학교 의류패션학과 졸업
- 신일고등학교

## 드라마
- 2016년 SBS 《내 사위의 여자》 - 형사
- 2016년 tvN 《아이언레이디》 - 바 매니저
- 2016년 JTBC 《마녀보감》 - 관군
- 2016년 tvN 《안투라지》 - 호랑이굴 직원
- 2017년 KBS2 《그 여자의 바다》 - 정욱 친구
- 2017년 MBC 《돌아온 복단지》 - AG그룹 직원
- 2017년 tvN 《아르곤》 - 아르곤팀 부조실 기술스탭
- 2017년 MBC 《도둑놈, 도둑님》 - 기자
- 2017년 OCN 《블랙》 - 병원 보안실 직원
- 2017년 KBS2 《고백부부》 - 취객 말리는 남자
- 2017년 JTBC 《언터처블》 - 북천시청 공무원
- 2017년 SBS 《브라보 마이 라이프》 - 식당 직원
- 2018년 tvN 《드라마 스테이지 - 우리 집은 맛나 된장 맛나》 - 사내
- 2018년 tvN 《화유기》 - M마트 직원
- 2018년 MBC 《로봇이 아니야》 - 형사
- 2018년 SBS 《스위치 - 세상을 바꿔라》 - 수사관
- 2018년 MBC 《검법남녀》 - 교도관
- 2018년 tvN 《아는 와이프》 - 감사직원
- 2018년 JTBC 《제3의 매력》 - 고기집 직원
- 2018년 tvN 《빅 포레스트》 - 대림일보 기자
- 2018년 KBS2 《최고의 이혼》 - 커플남
- 2018년 KBS W 《시간이 멈추는 그때》 - 병원 원무과 직원
- 2018년 MBC 《신과의 약속》 - 필남 비서
- 2018년 KBS2 《끝까지 사랑》 - 가짜 기자
- 2018년 KBS2 《차달래 부인의 사랑》 - M화장품 직원
- 2019년 TV조선 《바벨》 - 국토부 조사관
- 2019년 MBC 《나쁜 형사》 - 보안실 직원
- 2019년 SBS 《황후의 품격》 - 원무과 직원
- 2019년 MBC 《웰컴2라이프》 - 비리 기자
- 2019년 MBC 《봄이 오나 봄》 - 기자
- 2019년 tvN 《사이코메트리 그녀석》 - 강원도 형사
- 2019년 tvN 《자백 (드라마)》 - 기자
- 2019년 JTBC 《바람이 분다》 - 대리기사
- 2019년 MBC 《황금정원》 - 총무직원
- 2019년 OCN 《달리는 조사관》 - 수색대대 중대장
- 2019년 KBS2 《우아한 모녀》 - 박PD
- 2019년 JTBC 《보좌관 - 세상을 움직이는 사람들 시즌2》 - 성회장 기사
- 2019년 KBS2 《99억의 여자》 - 경찰관
- 2019년 SBS 《스토브리그 (드라마)》 - 면접관
- 2020년 MBC 《그 남자의 기억법》 - 기자
- 2020년 KBS2 《영혼수선공》 - 외과 전공의
- 2020년 KBS2 《위험한 약속》 - 집달관
- 2020년 KBS2 《비밀의 남자》 - 형사
- 2020년 MBC 《찬란한 내 인생》 - 경찰
- 2020년 tvN 《철인왕후》- 병사2
- 2021년 tvN 《마우스》 - 경찰관
- 2021년 tvN 《악마판사》 - 기자
- 2021년 OCN 《키마이라》 - 마천경찰서 경관
- 2021년 SBS 《원 더 우먼》 - 검사
- 2021년 JTBC 《한 사람만》 - 경찰
- 2021년 KBS2 《신사와 아가씨》 - 기자
- 2021년 KBS1 《태종 이방원》 - 군관
- 2021년 MBC 《두 번째 남편》 - 이명욱 검사
- 2022년 TV조선 《결혼작사 이혼작곡 3》 - 레스토랑 지배인
- 2022년 KBS2 《황금 가면》 - 경찰
- 2022년 NETFLIX 《블랙의 신부》 - 하이블 직원
- 2022년 KBS1 《으라차차 내 인생》 - 구급대원1
- 2022년 MBC 《비밀의 집》 - 강 검사
- 2022년 JTBC 《모범형사 2》 - 감찰관
- 2022년 tvN 《멘탈코치 제갈길》 - 도핑 검사관2
- 2022년 MBC 《마녀의 게임》 - 검사
- 2022년 MBC 《금혼령》 - 왕친1
- 2022년 tvN 《청춘이여 월담하라》 - 관원
- 2023년 SBS 《내 남자는 큐피드》 - 재희 동료형사

## 상업 영화
- 2015년 《서부전선》 - 포병대대 외부병사2
- 2019년 《양자물리학》 - 클럽상무

## 광고
- 2018년 평창 올림픽 X 롯데
- 2018년 스터드 레이스
- 2019년 국민건강보험
- 2019년 바로가이드 임플란트
- 2019년 몬스터 리무버
- 2019년 도시어부 모바일
- 2020년 탈잉 어플
- 2021년 대테러센터
- 2021년 코로나19 위기극복